# Inger Frimansson

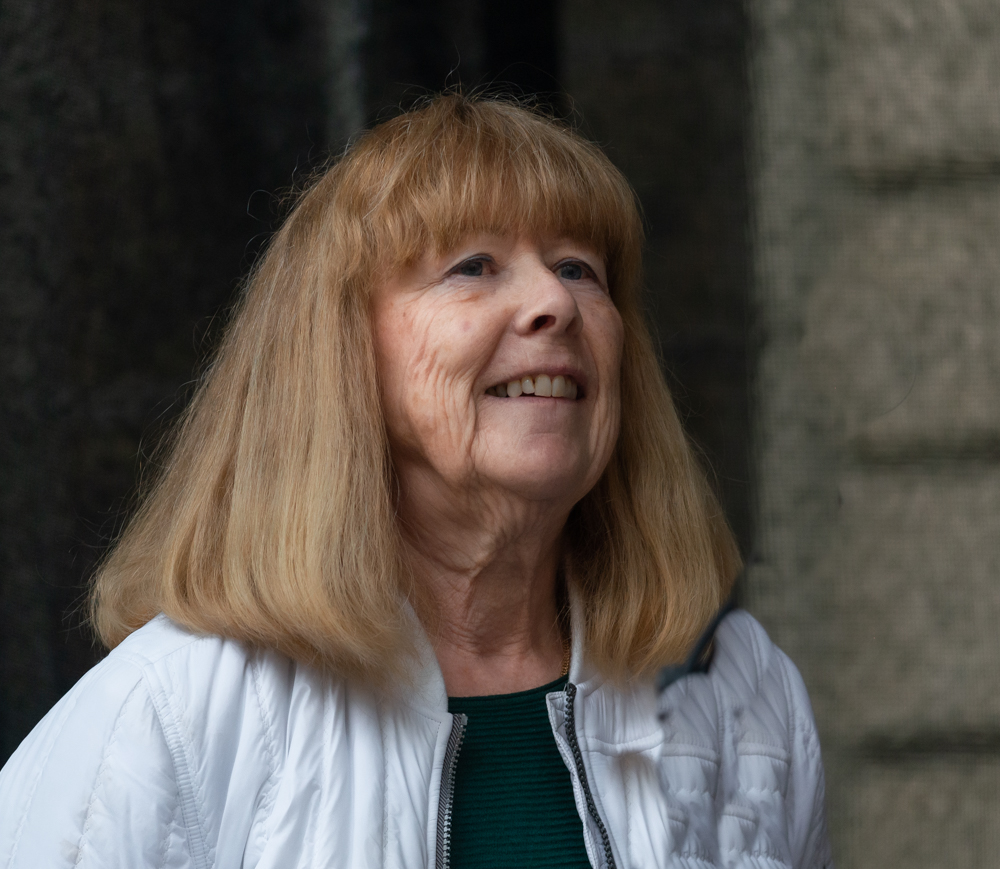
Inger Frimansson, 2021

Inger Frimansson, geborene Wilén (* 14. November 1944 in Stockholm) ist eine schwedische Schriftstellerin.

## Leben
Inger Frimansson wuchs auf der Ostsee-Insel Gotland, in Småland und in Jönköping auf. Schon in frühster Jugend entdeckte sie ihre Freude am Schreiben, nahm erfolgreich an literarischen Wettbewerben teil, absolvierte nach dem Abitur im Jahr 1965 aber zunächst eine Ausbildung als Journalistin. Erst im Alter von 40 Jahren veröffentlichte sie ihr erstes belletristisches Werk. Seitdem erschienen von ihr zahlreiche Kriminalromane, Psychothriller, Kurzgeschichten, Gedichte sowie Kinder- und Jugendbücher. Ihren  Durchbruch erzielte Inger Frimansson 1998 mit dem Kriminalroman „Gute Nacht, mein Geliebter“, für den sie mit dem Schwedischen Krimipreis in der Kategorie „Bester schwedischer Kriminalroman“ ausgezeichnet wurde. Den gleichen Preis erhielt sie nochmals 2005 für „Der Schatten im Wasser“. Seit Anfang 1998 ist sie hauptberuflich als Schriftstellerin tätig.
In Frimanssons Krimis geht es weniger um den Plot und um die Aufdeckung eines Verbrechens als um die Psyche der Täter und allgemein um menschliche Abgründe. In ihrem Krimierstling Die Handpuppe stellt sich gar am Ende heraus, dass überhaupt kein Verbrechen geschehen ist.
Inger Frimansson ist seit 1968 mit Jan Frimansson verheiratet. Sie wohnen in Södertälje bei Stockholm und haben zwei erwachsene Kinder.

## Werke

### Krimis
- (1992) Die Handpuppe (Handdockan)   Roman. btb Verlag, 2005, Taschenbuch ISBN 3442733537
- (1997) (Fruktar jag intet ont)
- (1998) Gute Nacht, mein Geliebter (God natt min älskade)   Roman. btb Verlag, 2002, Taschenbuch ISBN 3442726093
- (1999) Der Beschützer (Mannen med oxhjärtat)   Roman. btb Verlag, 2003, Taschenbuch ISBN 3442727308
- (2000) Die Katze, die nicht sterben wollte (Katten som inte dog)   Roman. btb Verlag, 2004, Taschenbuch ISBN 3442728320
- (2001) Die Skrupellose (Ett mycket bättre liv)   Roman. btb Verlag, 2006, Taschenbuch ISBN 3442732786
- (2002) Die Insel der nackten Frauen (De nakna Kvinnornas ö)   Roman. btb Verlag, 2005, Taschenbuch ISBN 344273441X
- (2003) Die Treulosen (Mörkerspår)   Roman. btb Verlag, 2005, Taschenbuch ISBN 3442733006
- (2005) Der Schatten im Wasser (Skuggan i vattnet)   Roman. btb Verlag, 2007, Taschenbuch ISBN 3442735246
- (2007) (Ligga som ett O), Hörbuch (schwedisch) ISBN 9789173134507, gebunden, ISBN 9789113017426
- (2009) Die Rattenfängerin (Råttfångerskan)   Roman. btb Verlag, 2010, Taschenbuch ISBN 344274007X

### Gedichte
- (1993) (Mannen som flöt över bergen)

### Kinder- und Jugendbücher
- (1995) Wolken, Wind und Islandpferde (Kärlek, trohet, vänskap, hat)   Roman. Schneiderbuch 1999, ISBN 3505105503
- (1999) Tiefe Schreie (Elder)   Roman. Sauerländer 2002, ISBN 3794180119
- (2002) Der Pfirsichkern (Svept i rosa papper)   Roman. Sauerländer 2004, ISBN 3794160274

### Andere Bücher
- (1976) (Trots allt)
- (1984) (Dubbelsängen)
- (1986) (Den förtrollade prinsen)
- (1987) (Tills hon hittar något eget)
- (1989) (Djuret under tummarna)
- (1991) (Jag kan också gå på vattnet)
- (1993) (Skräpsommaren)
- (1995) (Soldaternas dotter)
- (1996) (Där inne vilar ögat) (Geschichten)

## Auszeichnungen
- 1998 – Bester schwedischer Kriminalroman (Bästa svenska kriminalroman) für Gute Nacht, mein Geliebter (God natt min älskade)
- 2005 – Bester schwedischer Kriminalroman (Bästa svenska kriminalroman) für Der Schatten im Wasser (Skuggan i vattnet)